# 短長三步格
短長三步格（原義爲「譏諷」）是古希臘與古羅馬拉丁語詩歌使用的韻律種類之一，多用於戲劇之對白部分。由於古希臘語自然的節奏偏近短長格，所以短長三步格最爲接近自然對話。
與其他步格不同，短長三步格中的「三步」實際上是以兩個短長爲一步，因此實際上每行詩一共有6個短長，共計12音節。

## 韻律結構
短長三步格的基本結構爲（以–表示長音節，⏑表示短音節，x表示亦可長亦可短的兩用音節）：
x–⏑– | x–⏑– | x–⏑–
其中最後一個音節與其他古希臘韻律一樣，可以短音長用。
下例來自歐里庇得斯的悲劇《希波呂托斯》，第1053行：

⏑–⏑– | ––⏑– | ⏑–⏑–
此句中第五音節（兩用音節）作長音節，其他兩用音節均作短音節。

### 中間休止
與長短短六步格相似，短長三步格亦須在中間加入休止，位置通常在第五音節後：
x–⏑– | x || –⏑– | x–⏑–
然而少部分詩句的中間休止可在第七音節後，喜劇比起悲劇更加多見。

### 替代韻律
由於戲劇作品中長篇的對白每行節奏相同比較單調，所以依據戲劇種類的不同，可以採取部分替代韻律；一般來說悲劇中替代的可能較少，喜劇則貼近日常對話可能採取很多種替代。較爲普遍的替代規則包括：
- 除最後一個音節外，其他長音節均可分解成兩個短音節。但是每行超過一個分解長音節在悲劇中較爲罕見，且任何種類戲劇不能連續分解兩個長音節（即不能出現⏑⏑⏑⏑組合）。

- 任何種類戲劇中，倒數第二音節須爲短音節，即每行必須以⏑–收尾以保證基本的短長韻律。

- 悲劇的短長三步格必須遵守波爾森法則（英语：Porson's Law）：若第九音節是一個詞的詞尾，則其必須爲短音節。以下符號表記中粗體的x標出第九音節：

x–⏑– | x–⏑– | x–⏑–
假若此音節爲詞尾，則其必須是短音節，如下表示：
x–⏑– | x–⏑– | ⏑ || –⏑–

## 類似韻律
- 短長三步跛腳格（英语：choliamb）與短長三步格相同，但是倒數第二音節以長音節代替，即：

x–⏑– | x–⏑– | ⏑–––
該韻律由希波纳克斯創造，其內容多偏重一詞原義的「譏諷」，甚至常常成爲粗俗辱罵的詩歌。